# Nicolai Mejdell
Christian Henrik Nicolai Mejdell, född 21 april 1822 i Vang, Hedemarkens amt, död 17 februari 1899, var en norsk mineralog. Han var brorson till Jacob Gerhard Meydell, bror till Thorvald Mejdell och far till Glør Thorvald Mejdell.
Meidell var från 1865 bergmästare i östra sunnanfjällska distriktet. Han skrev bland annat avhandlingar om de silverförande gångarnas bildningssätt i Kongsbergsgruvorna (i "Nyt magazin for naturvidenskap", VII-IX, 1853 ff.) samt framlade sin livsåskådning i En Bog (1864) samt i To Afhandlinger. I. Friheden. II Sandheden (1892).